# Georgisch-katholische Kirche

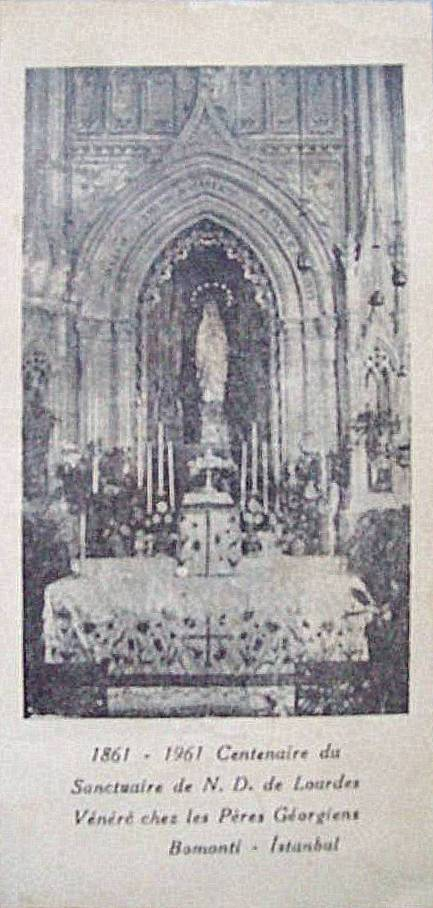
Gebetskarte der Kirche Unserer Lieben Frau von Lourdes in Konstantinopel

Die Georgisch-katholische Kirche war eine nicht eigenständige katholische Ostkirche in Kommuniongemeinschaft mit dem römischen Papst.
Die georgisch-katholischen Gemeinden des byzantinischen Ritus entstanden in der Neuzeit aus der Gründung des Georgier-Klosters (mit Kirche, Schule, Herberge und weiteren Annexen) im Istanbuler Stadtviertel Feriköy sowie einer damit verbundenen Einrichtung im französischen Montauban. Ersteres wurde 1860–1861 von dem georgischen Mönch Pétre Chariszhiraschwili ins Leben gerufen. Chariszhiraschwili war auch an der Gründung in Frankreich Ende des 19. Jahrhunderts maßgeblich beteiligt.
Dieser Ordensgemeinschaft entstammen die georgischen Gelehrten Michel Tamarati (Alexander Tamarashvili; 1858–1911; 1978 beigesetzt im Pantheon von Tbilisi) und Michael Tarchnischvili (1897–1958).
Im zaristischen Russland hatten Katholiken sich für den lateinischen oder den armenischen Ritus zu entscheiden; die Verwendung des byzantinischen war ihnen untersagt. Anders als es im damaligen Georgien generell möglich war, wurde in der Istanbuler Kirche der byzantinische Gottesdienst in (alt-)georgischer Sprache, nicht in Kirchenslavisch, gefeiert.
Den ostkirchlichen Klostergründungen war eine lange Geschichte georgischer Katholiken des lateinischen Ritus vorausgegangen. In Georgien, wo sich die Franziskaner seit 1233 und Dominikaner seit 1240 aufhielten und es zwischen 1329 und 1507 schon eine lateinische Diözese gegeben hatte, begann man 1626 erneut für den Katholizismus zu werben. Diese Bemühungen erreichten ihren Höhepunkt in Gestalt des georgischen Mönchs und Gelehrten Sulchan-Saba Orbeliani, der sich der römischen communio anschloss. Die katholische Mission fand mit der Vertreibung der ausländischen Missionare durch das zaristische Russland 1845 ein Ende. Damals gehörten die meisten georgischen Katholiken dem lateinischen Ritus an und eine Minderheit dem armenischen (armenisch-katholisches Bistum Artvin). Erst Zar Nikolaus II. ließ die Bildung der lateinischen Diözese Tiraspol (mit Sitz in Saratow an der Wolga) für Südrussland zu, welche Georgien einschloss. Dies bildete insofern kein größeres Problem, da der byzantinische Ritus nur von wenigen katholischen Georgiern gebraucht und hier auch kirchlicherseits nicht sonderlich gefördert wurde.
Die georgisch-katholische Ostkirche, die ihr Zentrum in Tiflis hatte, zählte um 1920 lediglich etwa 12.000 Gläubige. Die Nachkommen ihrer Gemeindemitglieder sind heute Katholiken des lateinischen Ritus. Eine georgisch-katholische Kirche eigenen Rechts gab und gibt es nicht, sogar keine eigene Diözese.
2002 wurde in Tiflis das christlich-ökumenisch orientierte „Sulkhan-Saba Orbeliani-Institut für Theologie, Philosophie, Geschichte und Kultur“ für die Ausbildung von Laientheologen gegründet und von Renovabis und dem Bistum Tiflis finanziert. 2003 erhielt das Institut die staatliche Anerkennung. Rektor ist der Dogmatiker Vaja Vardidze.